# شاپنگ (بوتان)
شاپنگ (به لاتین: Shapang) یک منطقهٔ مسکونی در بوتان (کشور) است که در Trashigang District واقع شده‌است.